# Arthur C. Brooks
Arthur C. Brooks, né le 21 mai 1964, est un spécialiste des sciences sociales, écrivain et journaliste pour le Washington Post. 
Il fut pendant 10 ans le président de l'American Enterprise Institute, un groupe de réflexion conservateur. Il est l'auteur de 11 livres, dont deux best-sellers du New York Times. Ses opinions politiques sont de centre-droite et non-partisanes[source insuffisante].